# Де Росси, Джованни Баттиста (святой)
Святой Джова́нни Батти́ста де Ро́сси (Иоа́нн Крести́тель; итал. Giovanni Battista de’ Rossi; 22 февраля 1698 или 5 февраля 1698, Вольтаджо, Пьемонт — 23 мая 1764[…], Рим) — итальянский католический священник.
Канонизирован в 1881 году папой Львом XIII.

## Биография
Происходил из респектабельной, но обедневшей генуэзской. Переехал в Рим, чтобы изучать богословие и философию в Римском колледже. В марте 1721 года рукоположен в священники.
Посвятил себя уходу за больными в госпиталях при церквях Санта-Галла и Сантиссима-Тринита-дей-Пеллегрини, служил в церкви Санта-Мария-ин-Козмедин, став известным духовником.
Страдал эпилепсией. Скончался в Сантиссима-Тринита-дей-Пеллегрини в 1764 году и был похоронен часовне при больнице. С 1965 года мощи находятся в приходской церкви Кьеза-ди-Сан-Джованни-Баттиста-де-Росси, построенной в 1940 году.

## Прославление
Беатифицирован 13 мая 1860 года в базилике Святого Петра папой Пием IX. Канонизирован 8 декабря 1881 года папой Львом XIII.
День памяти — 23 мая.